# 바람과 나무의 시
《바람과 나무의 시》(일본어: 風と木の詩 가제토 기노 우타[*])는 타케미야 케이코가 창작한 일본의 만화이다. 1976년부터 쇼가쿠칸의 소녀 만화 잡지 《소녀 코믹》에 연재되었고 1982년부터 1984년까지 같은 출판사의 소녀 만화 잡지인 《프티 플라워》에 연재되었다. 하기오 모토의 《토마의 심장》과 함께 소년애 만화의 고전으로 일컬어지며, 야오이 만화의 효시로도 알려져 있다. 1987년에는 이를 원작으로 한 야스히코 요시카즈가 감독한 OVA가 출시되었다.

## 등장 인물
질베르 콕토
주인공. 14세. 아름다운 외모와 치명적인 매력을 가진 소년이지만 학교에서는 남창이라고 불리며 경멸받고 있다.
세르주 바투르
주인공. 14세. 바투르 자작과 집시 여인 사이에서 태어난 아이이지만 음악에 천재적인 재능을 가지고 있으며 고귀한 성품을 지니고 있다. 라콩브라드 학원에 전학온 후 질베르와 룸메이트가 된다.
오귀스트 보
질베르의 삼촌으로 행세하고 있으나 실은 질베르의 친부이다.

## OVA

### 출연 성우
- 사사키 유코 - 질베르 역
- 오하라 노리코 - 세르주 역
- 시오자와 가네토 - 오귀스트 역
- 사카키바라 요시코 - 로즈마리네 역
- 타케무라 히로시 - 파스칼 역

### 스태프
- 감독: 야스히코 요시카즈
- 프로듀서 : 우타가와 도즈, 아사미 이사무 등
- 음악 : 나카무라 노부유키